# Dana (Iowa)
Pour les articles homonymes, voir Dana.
Dana est une ville du comté de Greene, en Iowa, aux États-Unis. Elle est incorporée le 22 juillet 1907.

## Source de la traduction
- (en) Cet article est partiellement ou en totalité issu de l’article de Wikipédia en anglais intitulé « Dana, Iowa » (voir la liste des auteurs).